# Антофагаста (регион)
Регион Антофгаста (шп. II Región de Antofagasta) је регион на северу Чилеа. На северу се регион граничи са Регионом Тарапака, а на југу са Регионом Атакама.
Регион Антофагаста покрива површину од 126.049 km². У њему живи 493.984 људи (2002). Регион укључује територије три провинције: Антофагаста, Ел Лоа и Токопила. Главни град је лучки град Антофагаста. 
Овај регион припада пустињи Атакама. Рударство представља главну економску активност и извор је 59% прихода становништва. 

## Историја
Симон Боливар је ово подручје прикључио Боливији под именом „Приморска провинција“ (Littoral), иако је 95% до 98% становништва било чилеанског порекла. Откриће богатих минералних резерви нитрата у региону било је узрок додатне затегнутости између Чилеа и Боливије. Пацифички рат је 1879. избио као последица ескалације овог сукоба. На крају рата, Чиле је прикључио ову регију својој територији. 